# Orthoporoides zulu
Orthoporoides zulu är en mångfotingart som först beskrevs av Chamberlin 1947.  Orthoporoides zulu ingår i släktet Orthoporoides och familjen Spirostreptidae. Inga underarter finns listade i Catalogue of Life.